# Белорусский государственный молодёжный театр
Заслуженный коллектив Республики Беларусь Белорусский государственный молодёжный театр, БГМТ — государственный театр в Минске (Республика Беларусь).

## История
Белорусский государственный молодёжный театр был создан целенаправленно по приказу Совмина БССР в июле 1984 года. Основу его коллектива составили актёры минского ТЮЗа, выпускники мастерской А. Бутакова из Театрально-художественного института (сейчас это Белорусская академия искусств).
Первым главным режиссёром Молодёжного театра в 1985 году стал Григорий Иванович Боровик.
Спектакль «Эти непонятные старые люди» по документальной повести С. Алексиевич «У войны не женское лицо» — первая премьера театра. А 19 ноября 1986 года состоялось торжественное открытие, и начался первый театральный сезон.
С февраля 1988 года главным режиссёром театра становится Борис Иванович Луценко. Репертуар театра формируется из произведений отечественных и зарубежных авторов.
В январе 1991 года главным режиссёром театра назначен Виталий Владимирович Котовицкий, заявивший о намерении театра отойти от конъюнктурной, бытовой тематики. Спектакль «Его сны» по книге С. Дали «Тайная жизнь Сальвадора Дали, написанная им самим» — смелая и новаторская постановка, которая определила дальнейший путь развития театра — путь поиска новых форм, свежих взглядов и идей, неуёмной энергии духа, безудержного желания реализовать своё «я» средствами театрального искусства. Свой постмодернистский прорыв Молодёжный театр закрепляет очередной успешной постановкой «За закрытыми дверями» по пьесе Ж.-П. Сартра. Именно тогда театр в полный голос заявил о себе как о новом неординарном явлении в театральной жизни Беларуси.
В 2003 году Модест Модестович Абрамов был приглашён на должность художественного руководителя театра. Репертуар Молодёжного театра пополняется спектаклями по произведениям мировой классики: А. Островского, Мольера, М. Булгакова, Б. Шоу и др. Труппа театра в очередной раз подтвердила известный тезис о том, что лучше всего демонстрировать драматические возможности актёров на классическом материале.
В 2013 году в театре появилось новое творческое направление — театр современной хореографии (ТСХ БГМТ) под руководством Дмитрия Залесского. За небольшой период творческих поисков балетная труппа Молодёжного театра представила зрителю более 10 спектаклей.
В январе 2020 года главным режиссёром театра назначен Андрей Эдуардович Гузий.
14 декабря 2022 года скончался генеральный директор театра Заслуженный деятель культуры Беларуси Старовойтов Виктор Андреевич.
8 июня 2023 года труппе представили нового директора театра Деркач Марину Владимировну.

### Здание
В начале творческого пути труппа театра репетировала в разных домах культуры и клубах, на чужих сценах. Осенью 1987 года Молодёжному театру было выделено здание бывшего кинотеатра «Спартак» (в Сторожевский сквер, на проспекте Машерова, 33). Началась длительная реконструкция, которая не стала препятствием для творческой жизни театра. В то время создавались спектакли, принесшие театру первый громкий успех. Труппа успешно гастролировала, участвовала в международных фестивалях и радовала зрителя премьерами, опираясь в своей деятельности на известный тезис о том, что театр начинается не с собственного помещения, а с хорошей компании единомышленников.
С 2009 года здание театра закрыто на реконструкцию (капитальный ремонт). Труппа театра была вынуждена репетировать и выступать на чужих площадках.
С ноября 2014 года БГМТ окончательно переместился на новое место — в бывший Дом культуры Стройтреста № 1, по адресу ул. Козлова, 17.
На первом этаже после реконструкции здания располагается гардероб, выставочный зал и туалеты. На втором — зрительское фойе с каминами и буфетом. На третьем этаже находятся служебные помещения театра — приёмная директора, отдел кадров, бухгалтерия, танцевальный класс. А гримёрные артистов, репетиционный зал, производственные цеха, прачечная, склад для хранения декораций — в трёхэтажной пристройке, которую возвели рядом с основным зданием. Общая площадь нового здания Молодёжного театра — около 3,5 тыс. кв. м.
6 февраля 2016 года вместе с премьерой спектакля по пьесе Натальи Ворожбит «Саша, вынеси мусор» откроется малая сцена.[обновить данные]

## Труппа театра[4]
- Блинова Марина Степановна
- Васильев Виктор Игоревич
- Гладкий Андрей Викторович
- Дуванова Наталья Борисовна
- Ивкович Евгений Валентинович
- Ильевская Елизавета Тимофеевна
- Каминский Александр Николаевич
- Лаухина Анна Викторовна
- Моисейчик Денис Леонтьевич
- Новик Татьяна Евгеньевна
- Онищенко Наталья Васильевна
- Пашкевич Александр Владимирович
- Подвицкая Наталья Михайловна
- Пукита Любовь Игоревна
- Романникова Екатерина Аркадьевна
- Сидорчик Раиса Павловна
- Сурмейко Юлия Витальевна
- Христич Елена Николаевна
- Чумак Виктория Викторовна
- Шарангович Сергей Витальевич
- Шаров Александр Анатольевич
- Шутов Алексей Германович
- Щетко Иван Иванович

## Местоположение
Минск, ул. Козлова, 17 (Первомайский район Минска).
Общественный транспорт:
- трамвай: 3, 6 (остановки «Берестянская», «Платонова»);
- автобус: 19, 37, 901 (остановки «Берестянская», «Платонова»).

## Награды
- Специальная премия Президента Республики Беларусь деятелям культуры и искусства (30 декабря 2015 года) — за значительные творческие достижения, большой вклад в развитие и популяризацию театрального искусства[5].
- В 2018 году коллективу Белорусского государственного молодежного театра присвоено звание «Заслуженный коллектив Республики Беларусь» за значительный вклад в развитие белорусской национальной культуры.